# 兪国華
兪 国華（ゆ こくか、繁: 俞 國華、1914年〈民国3年〉1月10日 - 2000年〈民国89年〉10月4日）は、中華民国の政治家。浙江省奉化県（現：寧波市奉化区）出身。中華民国中央銀行総裁、行政院長などを歴任した。国立中山大学の台湾での再設立に携わり、初代学長も務めた。

## 生涯
1914年（民国3年）1月10日、兪鎮臣の次男として浙江省奉化県（現：寧波市奉化区）に生まれる。父は同郷の蔣介石と学生時代以来の友人であり後に蔣介石の秘書となったが、広東省で県長を務めていた1927年（民国16年）に県内で起こっていた抗争の調停に赴いた際、抗争に巻き込まれて死亡した。
錦渓中学、舟山の定海中学、寧波の省立第四中学高中部（現：寧波中学、上海の光華大学、北平の清華大学で学んだ。1934年（民国23年）に清華大学政治学系を卒業し、同年に国民政府軍事員会委員長南昌行営に就職した。
その後武昌と重慶への転属を経て1935年（民国24年）に国民政府軍事委員会委員長侍従室秘書に就任し、蔣介石の側近となった。日中戦争中には西安事件や蔣介石のインド訪問に立ち合い、1944年（民国33年）にはアメリカのハーバード大学に留学して国際財政金融を学んだ。戦後の1946年（民国35年）にはイギリスのロンドン・スクール・オブ・エコノミクスに入学し、その後再びアメリカに戻って国際復興開発銀行理事、国際通貨基金理事を歴任した。
1955年（民国44年）にアメリカから台湾に帰国した兪国華は、中央信託局の局長に就任した。在任中は対外貿易に力を入れ、砂糖・塩・穀物の日本への輸出を奨励した。事業は次第に綿織物や金物などの軽工業製品へと拡大していき、市場も韓国・タイ・欧米などにも拡大した。
1957年（民国46年）秋、兪国華はアメリカ政府の招聘を受け、アメリカにおける資本形成の問題の研究に携わった。1958年（民国47年）、中華民国政府は中華開発公司籌備処を設立し、兪国華は主任委員に任命された。同年10月には国際復興開発銀行・国際通貨基金の年次総会に出席するためインドのデリーを訪問した。1960年（民国49年）2月、中越経済合作会議に出席するため南ベトナムを訪問した。1961年（民国50年）には中国銀行董事長・中国産物保険公司董事長に就任し、国際金融の発展に積極的に取り組んだ。
1967年（民国56年）12月、財政部長に就任した。任期中に決定された9年制義務教育の実施を受け、その実施に必要となる資金を調達するための税制計画を実施した。1969年（民国58年）4月、中国国民党中央委員会の第10期委員に選出された。同年6月には中華民国中央銀行総裁に就任し、国際通貨基金とアジア開発銀行の理事も兼任した。中央銀行総裁在任中、兪国華はマネーサプライの穏やかな増加を維持し、オイルショックによるインフレーションの抑制に成功した。
1973年（民国62年）、セント・ジョンズ大学から名誉商学博士号を授与された。1977年（民国66年）12月には行政院経済建設委員会が設立され、兪国華h主任委員として経済政策全般の立案と各種発展計画の立案、台湾経済の急速な転換に向けた政策の指導を担った。
1984年（民国73年）6月、行政院長に就任した。1987年（民国76年）7月15日には蔣経国総統によって台湾における戒厳令が解除され、台湾社会は大きな変化を迎えた。蔣経国死後の1988年（民国77年）7月、国民党第13次全国代表大会が開催された。当時、党内では親兪国華派と反兪国華派で激しい対立が起こっていた。全国代表大会での中央委員会委員選挙にて、党秘書長の李煥が最多の得票数で中央委員に選出されたのに対し、兪国華は35位に留まった。兪国華は立法院でも李煥派勢力から圧力を受け続け、1989年（民国78年）6月、ついに行政院長を辞職した。後任の行政院長には李煥が就任した。退任後、兪国華は李登輝総統から一等卿雲勲章を授与され、総統府資政に就任した。1997年（民国86年）、国民党副主席に選出された。
2000年（民国89年）9月、肺炎のため入院し、10月4日に死去した。86歳没。10月13日、陳水扁総統は兪国華に褒揚令を授与した。